# Königstein (Berg)
Der Königstein zählt als markanter Tafelberg zum Elbsandsteingebirge und befindet sich westlich oberhalb der gleichnamigen Stadt Königstein auf dem linken Ufer der Elbe. Er beherbergt die Festung Königstein auf seinem fast zehn Hektar großen Sandsteinplateau, das bis auf 360,6 m ü. NHN aufragt.